# Echipa națională de fotbal a României Sub-21
Echipa națională de fotbal a României Sub-21  (adesea cunoscută ca Echipa națională de tineret) este naționala  de fotbal a României, formată din jucători cu vârste sub 21 de ani. Este organizată de Federația Română de Fotbal. Participă la Campionatul European destinat jucătorilor sub 21 de ani, care este organizat odată la doi ani.

## Istoric

### EURO 1998
În 1998, sub conducerea selecționerului Victor Pițurcă, naționala sub 21 obținea în premieră calificarea la Campionatul European de Tineret din 1998, câștigând grupa preliminară din care făcea parte cu maximum de puncte. România a primit apoi dreptul de a organiza competiția, fiind aleasă ca gazdă dintre cele opt participante, dar a fost eliminată în primul tur de Țările de Jos (scor 1-2), pentru a pierde apoi și meciurile din turneul pentru locurile 5-8, disputate împotriva Germaniei (0-1) și Rusiei (1-2).
În 2010, sub conducerea lui Emil Săndoi, tineretul a trecut de faza grupelor preliminare pentru un turneu final european, calificându-se pentru baraj și jucând apoi împotriva Angliei, pierzând însă meciul.

### EURO 2019
Cea mai mare performanță a naționalei de tineret a fost înregistrată în 2019, când sub conducerea selecționerului Mirel Radoi a obținut calificarea la Campionatul European de Tineret din 2019, câștigând grupa preliminară din care a făcut parte după victorii în fața Portugaliei, Țara Galilor cât și Elveția. România, a făcut parte din Grupa Morții cu Anglia, Franța și Croația, având cea mai mica șansă de a se califica în semifinale. Romania a început cu o victorie în fața Croației (4-1), în al doilea meci a reușit surpriza turneului eliminând Anglia din turneu cu un rezultat de 4-2, cu 2 goluri în prelungiri ale lui Florinel Coman, calificându-se în semifinale pentru prima data în istoria sa după un rezultat de egalitate în fata Franței (0-0). În semifinale a dat piept Germaniei când, după 2-1 la pauza cu fosta campioană europeană, a fost învinsă cu 4-2, prin golurile lui Luca Waldschmidt si ale lui Nadiem Amiri în prelungiri.

### EURO 2021
Cu un nou selecționer, Adrian Mutu, Naționala de Tineret s-a calificat pentru a doua oară la Campionatul European de Tineret, cel din 2021 din Ungaria și Slovenia completând din nou Grupa Morții cu finalista precedentului turneu Germania, Țările de Jos (campioană în 2007) și Ungaria (campioană în 1974). România a început bine turneul, bătându-se de la egal la egal cu selecționata Țărilor de Jos, înscriind în minutul 20 prin Andrei Ciobanu, după ce olandezii deschiseseră scorul în minutul 16 prin Perr Schuurs.
În al doilea meci al grupei, România înfruntă selecționata Ungariei. Meciul a început bine pentru unguri, atacând prin flancuri centrând mingi periculoase în zona de pedeapsă a naționalei României, deschizând scorul în minutul 56 prin reușita lui Andras Csonka. România s-a trezit eventual și a egalat în minutul 70 prin golul lui Alexandru Mățan reușind în cele din urmă să câștige partida în minutul 87 după un gol cu capul al lui Alexandru Pașcanu.
În al treilea meci România era obligată să câștige cu Germania pentru a spera la calificare în sferturile de finală. Partida a început în forță pentru naționala României, Alexandru Mățan lovind bara în minutul 11 al partidei, eventual România avea să fie dominată tot meciul de către germani, meciul terminându-se la egalitate 0-0 și România plecând acasă terminând la egalitate de puncte cu Germania și Țările de Jos, eventual golaverajul avea să stabilească soarta grupei (România având mai puțin decât Germania și Țările de Jos).

### EURO 2023
România s-a calificat din oficiu la Campionatul European de Fotbal Sub-21 din 2023, din poziția de țară organizatoare, alături de Georgia. Sub conducerea lui Emil Săndoi, echipa României nu a trecut de faza grupelor la turneul final, nereușind să marcheze vreun gol în cele trei meciuri disputate: două înfrângeri, contra Spaniei și Ucrainei, și o remiză contra Croației.

## Participări la Campionatul European U-21
| Performanțe la Campionatul European U-21 | Performanțe la Campionatul European U-21 | Performanțe la Campionatul European U-21 | Performanțe la Campionatul European U-21 | Performanțe la Campionatul European U-21 | Performanțe la Campionatul European U-21 | Performanțe la Campionatul European U-21 | Performanțe la Campionatul European U-21 |                                         | Performanțe în preliminariile pentru Campionatul European U-21 | Performanțe în preliminariile pentru Campionatul European U-21 | Performanțe în preliminariile pentru Campionatul European U-21 | Performanțe în preliminariile pentru Campionatul European U-21 | Performanțe în preliminariile pentru Campionatul European U-21 | Performanțe în preliminariile pentru Campionatul European U-21 |
| An                                       | Runda                                    | M                                        | V                                        | E                                        | Î                                        | GM                                       | GÎ                                       | M                                       | V                                                              | E                                                              | Î                                                              | GM                                                             | GÎ                                                             |                                                                |
| ---------------------------------------- | ---------------------------------------- | ---------------------------------------- | ---------------------------------------- | ---------------------------------------- | ---------------------------------------- | ---------------------------------------- | ---------------------------------------- | --------------------------------------- | -------------------------------------------------------------- | -------------------------------------------------------------- | -------------------------------------------------------------- | -------------------------------------------------------------- | -------------------------------------------------------------- | -------------------------------------------------------------- |
| 1978                                     | Nu s-a calificat                         | Nu s-a calificat                         | Nu s-a calificat                         | Nu s-a calificat                         | Nu s-a calificat                         | Nu s-a calificat                         | Nu s-a calificat                         | 4                                       | 1                                                              | 0                                                              | 3                                                              | 5                                                              | 8                                                              |                                                                |
| 1980                                     | Nu s-a calificat                         | Nu s-a calificat                         | Nu s-a calificat                         | Nu s-a calificat                         | Nu s-a calificat                         | Nu s-a calificat                         | Nu s-a calificat                         | 4                                       | 2                                                              | 0                                                              | 2                                                              | 7                                                              | 3                                                              |                                                                |
| 1982                                     | Nu s-a calificat                         | Nu s-a calificat                         | Nu s-a calificat                         | Nu s-a calificat                         | Nu s-a calificat                         | Nu s-a calificat                         | Nu s-a calificat                         | 6                                       | 2                                                              | 1                                                              | 3                                                              | 9                                                              | 12                                                             |                                                                |
| 1984                                     | Nu s-a calificat                         | Nu s-a calificat                         | Nu s-a calificat                         | Nu s-a calificat                         | Nu s-a calificat                         | Nu s-a calificat                         | Nu s-a calificat                         | 6                                       | 2                                                              | 1                                                              | 3                                                              | 8                                                              | 12                                                             |                                                                |
| 1986                                     | Nu s-a calificat                         | Nu s-a calificat                         | Nu s-a calificat                         | Nu s-a calificat                         | Nu s-a calificat                         | Nu s-a calificat                         | Nu s-a calificat                         | 6                                       | 1                                                              | 4                                                              | 1                                                              | 5                                                              | 7                                                              |                                                                |
| 1988                                     | Nu s-a calificat                         | Nu s-a calificat                         | Nu s-a calificat                         | Nu s-a calificat                         | Nu s-a calificat                         | Nu s-a calificat                         | Nu s-a calificat                         | 6                                       | 3                                                              | 0                                                              | 3                                                              | 7                                                              | 7                                                              |                                                                |
| 1990                                     | Nu s-a calificat                         | Nu s-a calificat                         | Nu s-a calificat                         | Nu s-a calificat                         | Nu s-a calificat                         | Nu s-a calificat                         | Nu s-a calificat                         | 6                                       | 3                                                              | 0                                                              | 3                                                              | 8                                                              | 7                                                              |                                                                |
| 1992                                     | Nu s-a calificat                         | Nu s-a calificat                         | Nu s-a calificat                         | Nu s-a calificat                         | Nu s-a calificat                         | Nu s-a calificat                         | Nu s-a calificat                         | 6                                       | 2                                                              | 0                                                              | 4                                                              | 5                                                              | 9                                                              |                                                                |
| 1994                                     | Nu s-a calificat                         | Nu s-a calificat                         | Nu s-a calificat                         | Nu s-a calificat                         | Nu s-a calificat                         | Nu s-a calificat                         | Nu s-a calificat                         | 8                                       | 5                                                              | 0                                                              | 3                                                              | 13                                                             | 10                                                             |                                                                |
| 1996                                     | Nu s-a calificat                         | Nu s-a calificat                         | Nu s-a calificat                         | Nu s-a calificat                         | Nu s-a calificat                         | Nu s-a calificat                         | Nu s-a calificat                         | 10                                      | 4                                                              | 4                                                              | 2                                                              | 17                                                             | 10                                                             |                                                                |
| 1998                                     | Sferturi de finală                       | 3                                        | 0                                        | 0                                        | 3                                        | 2                                        | 5                                        | 8                                       | 8                                                              | 0                                                              | 0                                                              | 18                                                             | 4                                                              |                                                                |
| 2000                                     | Nu s-a calificat                         | Nu s-a calificat                         | Nu s-a calificat                         | Nu s-a calificat                         | Nu s-a calificat                         | Nu s-a calificat                         | Nu s-a calificat                         | 8                                       | 3                                                              | 3                                                              | 2                                                              | 10                                                             | 8                                                              |                                                                |
| 2002                                     | Nu s-a calificat                         | Nu s-a calificat                         | Nu s-a calificat                         | Nu s-a calificat                         | Nu s-a calificat                         | Nu s-a calificat                         | Nu s-a calificat                         | 8                                       | 5                                                              | 1                                                              | 2                                                              | 13                                                             | 5                                                              |                                                                |
| 2004                                     | Nu s-a calificat                         | Nu s-a calificat                         | Nu s-a calificat                         | Nu s-a calificat                         | Nu s-a calificat                         | Nu s-a calificat                         | Nu s-a calificat                         | 8                                       | 2                                                              | 1                                                              | 5                                                              | 6                                                              | 7                                                              |                                                                |
| 2006                                     | Nu s-a calificat                         | Nu s-a calificat                         | Nu s-a calificat                         | Nu s-a calificat                         | Nu s-a calificat                         | Nu s-a calificat                         | Nu s-a calificat                         | 10                                      | 6                                                              | 1                                                              | 3                                                              | 17                                                             | 8                                                              |                                                                |
| 2007                                     | Nu s-a calificat                         | Nu s-a calificat                         | Nu s-a calificat                         | Nu s-a calificat                         | Nu s-a calificat                         | Nu s-a calificat                         | Nu s-a calificat                         | 2                                       | 1                                                              | 0                                                              | 1                                                              | 4                                                              | 5                                                              |                                                                |
| 2009                                     | Nu s-a calificat                         | Nu s-a calificat                         | Nu s-a calificat                         | Nu s-a calificat                         | Nu s-a calificat                         | Nu s-a calificat                         | Nu s-a calificat                         | 8                                       | 4                                                              | 3                                                              | 1                                                              | 11                                                             | 3                                                              |                                                                |
| 2011                                     | Nu s-a calificat                         | Nu s-a calificat                         | Nu s-a calificat                         | Nu s-a calificat                         | Nu s-a calificat                         | Nu s-a calificat                         | Nu s-a calificat                         | 10                                      | 8                                                              | 1                                                              | 1                                                              | 23                                                             | 6                                                              |                                                                |
| 2013                                     | Nu s-a calificat                         | Nu s-a calificat                         | Nu s-a calificat                         | Nu s-a calificat                         | Nu s-a calificat                         | Nu s-a calificat                         | Nu s-a calificat                         | 8                                       | 4                                                              | 2                                                              | 2                                                              | 11                                                             | 6                                                              |                                                                |
| 2015                                     | Nu s-a calificat                         | Nu s-a calificat                         | Nu s-a calificat                         | Nu s-a calificat                         | Nu s-a calificat                         | Nu s-a calificat                         | Nu s-a calificat                         | 8                                       | 3                                                              | 3                                                              | 2                                                              | 14                                                             | 19                                                             |                                                                |
| 2017                                     | Nu s-a calificat                         | Nu s-a calificat                         | Nu s-a calificat                         | Nu s-a calificat                         | Nu s-a calificat                         | Nu s-a calificat                         | Nu s-a calificat                         | 10                                      | 5                                                              | 1                                                              | 4                                                              | 15                                                             | 14                                                             |                                                                |
| 2019                                     | Semifinale                               | 4                                        | 2                                        | 1                                        | 1                                        | 10                                       | 7                                        | 10                                      | 7                                                              | 3                                                              | 0                                                              | 19                                                             | 4                                                              |                                                                |
| 2021                                     | Faza grupelor                            | 3                                        | 1                                        | 2                                        | 0                                        | 3                                        | 2                                        | 10                                      | 6                                                              | 2                                                              | 2                                                              | 22                                                             | 7                                                              |                                                                |
| 2023                                     | Faza grupelor                            | 3                                        | 0                                        | 1                                        | 2                                        | 0                                        | 4                                        | Calificată din poziția de organizatoare | Calificată din poziția de organizatoare                        | Calificată din poziția de organizatoare                        | Calificată din poziția de organizatoare                        | Calificată din poziția de organizatoare                        | Calificată din poziția de organizatoare                        |                                                                |
| 2025                                     | Faza grupelor                            | 3                                        | 0                                        | 0                                        | 3                                        | 2                                        | 5                                        | 10                                      | 7                                                              | 1                                                              | 2                                                              | 23                                                             | 10                                                             |                                                                |
| Total                                    | 5/25                                     | 16                                       | 3                                        | 4                                        | 9                                        | 17                                       | 23                                       | 170                                     | 94                                                             | 32                                                             | 54                                                             | 291                                                            | 191                                                            |                                                                |

## Rezultate recente și meciuri viitoare
Victorie
      Egal
      Înfrângere

### 2024
| 6 septembrie 2024Prelim.EURO 2025 | România     | 1–0    | Muntenegru | Târgoviște, România                                                                  |  |
| 19:30                             | Munteanu 8' | Raport |            | Stadion: Stadionul Eugen Popescu Spectatori: 5.954 Arbitru: David Dickinson (Scoția) |  |

| 10 septembrie 2024Prelim.EURO 2025 | Finlanda                   | 2–0    | România | Tampere, Finlanda                                                                  |  |
| 18:00                              | Miettinen 22' Liimatta 71' | Raport |         | Stadion: Tammelan Stadion Spectatori: 2.014 Arbitru: Kristoffer Hagenes (Norvegia) |  |

| 15 octombrie 2024Prelim.EURO 2025 | România                   | 3–1    | Elveția     | București, România                                                  |  |
| 19:00                             | Stoica 16', 35' Akdağ 68' | Raport | Hajdari 65' | Stadion: Stadionul Giulești Arbitru: Marc Nagtegaal (Țările de Jos) |  |

### 2025
| 21 martie 2025Amical | Portugalia | 0–1 | România   | Famalicão, Portugalia                                     |  |
| 20:30                |            |     | Mihai 89' | Stadion: Municipal Arbitru: Crysovalantis Theouli (Cipru) |  |

| 25 martie 2025Amical | România | 0–2 | Țările de Jos              | București, România                                            |  |
| 19:30                |         |     | Valente 51' Van Bergen 59' | Stadion: Arcul de Triumf Arbitru: Horia Mladinovici (România) |  |

| 4 iunie 2025Amical | România   | 1–0 | Georgia | Vorau, Austria         |  |
| 19:30              | Borza 72' |     |         | Stadion: Urkraft Arena |  |

| 11 iunie 2025 EURO 2025 | Italia       | 1–0    | România | Trnava, Slovacia                                                                      |  |
| 22:00                   | Baldanzi 26' | Raport |         | Stadion: Anton Malatinský Stadium Spectatori: 2.450 Arbitru: Vassilis Fotias (Grecia) |  |

| 14 iunie 2025 EURO 2025 | Spania                       | 2–1    | România     | Bratislava, Slovacia                                                                  |  |
| 19:00                   | Jauregizar 85' Fernández 88' | Raport | Munteanu 4' | Stadion: Tehelné pole Spectatori: 10.023 Arbitru: Sander van der Eijk (Țările de Jos) |  |

| 17 iunie 2025 EURO 2025 | România   | 1–2    | Slovacia             | Bratislava, Slovacia                                                               |  |
| 22:00                   | Akdağ 67' | Raport | Obert 11' Suslov 57' | Stadion: Tehelné pole Spectatori: 17.058 Arbitru: Manfredas Lukjančukas (Lituania) |  |

| 5 septembrie 2025 Prelim.EURO 2027 | România | v | Kosovo | TBD, România |  |
|                                    |         |   |        |              |  |

| 9 septembrie 2025 Prelim.EURO 2027 | San Marino | v | România | TBD, San Marino |  |
|                                    |            |   |         |                 |  |

| 14 octombrie 2025 Prelim.EURO 2027 | România | v | Cipru | TBD, România |  |
|                                    |         |   |       |              |  |

| 14 noiembrie 2025 Prelim.EURO 2027 | Finlanda | v | România | TBD, Finlanda |  |
|                                    |          |   |         |               |  |

| 18 noiembrie 2025 Prelim.EURO 2027 | România | v | Spania | TBD, România |  |
|                                    |         |   |        |              |  |

### 2026
| 27 martie 2026 Prelim.EURO 2027 | Kosovo | v | România | TBD, Kosovo |  |
|                                 |        |   |         |             |  |

| 31 martie 2026 Prelim.EURO 2027 | România | v | San Marino | TBD, România |  |
|                                 |         |   |            |              |  |

| 25 septembrie 2026 Prelim.EURO 2027 | Cipru | v | România | TBD, Cipru |  |
|                                     |       |   |         |            |  |

| 30 septembrie 2026 Prelim.EURO 2027 | România | v | Finlanda | TBD, România |  |
|                                     |         |   |          |              |  |

| 6 octombrie 2026 Prelim.EURO 2027 | Spania | v | România | TBD, Spania |  |
|                                   |        |   |         |             |  |

## Lotul actual
Următorii jucători au fost convocați pentru turneul final EURO 2025 din Slovacia.
Meciuri și goluri marcate până pe 17 iunie 2025, după meciul cu Slovacia.
| Nr. | Poz. | Jucător                  | Data nașterii (vârsta)         | Selecții | Goluri | Club               |
| --- | ---- | ------------------------ | ------------------------------ | -------- | ------ | ------------------ |
|     | P    | Răzvan Sava              | 21 iunie 2002 (22 de ani)      | 13       | 0      | Udinese            |
|     | P    | Otto Hindrich            | 2 august 2002 (22 de ani)      | 5        | 0      | CFR Cluj           |
|     | P    | Vlad Răfăilă             | 17 februarie 2005 (20 de ani)  | 1        | 0      | Lecce              |
|     |      |                          |                                |          |        |                    |
|     | F    | Andrei Borza             | 12 noiembrie 2005 (19 ani)     | 14       | 2      | Rapid București    |
|     | F    | Cristian Ignat           | 29 ianuarie 2003 (22 de ani)   | 14       | 0      | Rapid București    |
|     | F    | Matei Ilie               | 11 decembrie 2002 (22 de ani)  | 12       | 2      | CFR Cluj           |
|     | F    | Ümit Akdağ               | 6 octombrie 2003 (21 de ani)   | 10       | 2      | Toulouse           |
|     | F    | Costin Amzăr             | 11 iulie 2003 (21 de ani)      | 6        | 0      | Al-Nasr            |
|     | F    | Tony Strata              | 7 septembrie 2004 (20 de ani)  | 6        | 0      | Ajaccio            |
|     | F    | Dan Sîrbu                | 22 aprilie 2003 (22 de ani)    | 5        | 0      | Farul Constanța    |
|     | F    | Matteo Duțu              | 23 noiembrie 2005 (19 ani)     | 3        | 0      | Milan              |
|     |      |                          |                                |          |        |                    |
|     | M    | Constantin Grameni       | 23 octombrie 2002 (22 de ani)  | 23       | 3      | Rapid București    |
|     | M    | Marius Corbu             | 7 mai 2002 (23 de ani)         | 21       | 1      | APOEL Nicosia      |
|     | M    | Octavian Popescu         | 27 decembrie 2002 (22 de ani)  | 19       | 2      | FCSB               |
|     | M    | Ianis Stoica             | 8 decembrie 2002 (22 de ani)   | 18       | 3      | Hermannstadt       |
|     | M    | Rareș Ilie               | 19 aprilie 2003 (22 de ani)    | 14       | 3      | Catanzaro          |
|     | M    | Cătălin Vulturar         | 9 martie 2004 (21 de ani)      | 10       | 1      | Rapid București    |
|     | M    | Ovidiu Perianu           | 16 aprilie 2002 (23 de ani)    | 10       | 0      | Unirea Slobozia    |
|     | M    | Cristian Mihai           | 23 septembrie 2004 (20 de ani) | 5        | 2      | Dinamo București   |
|     | M    | Zoran Mitrov             | 29 ianuarie 2002 (23 de ani)   | 3        | 0      | Botoșani           |
|     |      |                          |                                |          |        |                    |
|     | A    | Louis Munteanu (căpitan) | 16 iunie 2002 (23 de ani)      | 20       | 6      | CFR Cluj           |
|     | A    | Vladislav Blănuță        | 12 ianuarie 2002 (23 de ani)   | 7        | 0      | Universitatea Cluj |
|     | A    | Rareș Burnete            | 31 ianuarie 2004 (21 de ani)   | 6        | 0      | Lecce              |

### Convocări recente
Următorii jucători au fost convocați în ultimele luni și sunt în continuare eligibili pentru echipa sub 21 de ani:
| Poz. | Jucător          | Data nașterii (vârsta)        | Selecții | Goluri | Club              | Ultima convocare                 |
| ---- | ---------------- | ----------------------------- | -------- | ------ | ----------------- | -------------------------------- |
| F    | Mario Tudose     | 21 ianuarie 2005 (20 de ani)  | 1        | 0      | Argeș Pitești     | v. Georgia, 4 iunie 2025         |
| F    | David Maftei     | 12 iulie 2004 (20 de ani)     | 2        | 0      | Oțelul Galați     | v. Elveția, 15 octombrie 2024    |
| F    | Ștefan Duțu      | 16 februarie 2004 (21 de ani) | 0        | 0      | Afumați           | v. Finlanda, 10 septembrie 2024  |
| F    | Răzvan Pașcalău  | 5 mai 2004 (21 de ani)        | 0        | 0      | Lecce             | v. Finlanda, 17 octombrie 2023   |
|      |                  |                               |          |        |                   |                                  |
| M    | Alexandru Musi   | 17 iulie 2004 (20 de ani)     | 3        | 0      | FCSB              | v. Țările de Jos, 25 martie 2025 |
| M    | Mihnea Rădulescu | 17 septembrie 2005 (19 ani)   | 2        | 1      | Petrolul Ploiești | v. Elveția, 15 octombrie 2024    |
| M    | Rareș Pop        | 14 iunie 2005 (20 de ani)     | 3        | 0      | Rapid București   | v. Finlanda, 10 septembrie 2024  |
| M    | Adrian Mazilu    | 13 septembrie 2005 (19 ani)   | 8        | 0      | Vitesse           | v. Elveția, 21 noiembrie 2023    |
|      |                  |                               |          |        |                   |                                  |

Note
- INJ = Jucător retras din lot din cauza unei accidentări
- ROU = Jucător convocat inițial la lot, dar apoi chemat la echipa mare
- Numele scrise cu italice denotă jucătorii care au fost convocați la echipa mare.

## Legături externe
- Site-ul Federației
- Site-ul UEFA Under-21
- The Rec.Sport.Soccer Statistics